# 39-та піхотна дивізія (Третій Рейх)
39-та піхотна дивізія (Третій Рейх) (нім. 39. Infanterie-Division) — піхотна дивізія Вермахту за часів Другої світової війни. У листопаді 1943 перетворена на 41-шу фортечну дивізію з дислокацією на Пелопонесі (Греція).

## Історія
39-та піхотна дивізія була створена 7 липня 1942 у Вліссінген (Нідерланди), шляхом комплектування з військ IV-го, VI-го та IX-го військових округів у ході 20-ї хвилі мобілізації Вермахту.

## Райони бойових дій
- Нідерланди (липень 1942 — березень 1943);
- СРСР (південний напрямок) (березень — листопад 1943).

## Командування

### Командири
- генерал-лейтенант Гуго Гефль (нім. Hugo Höfl) (7 липня — 30 грудня 1942);
- генерал-лейтенант Людвіг Левенек (нім. Ludwig Löweneck) (30 грудня 1942 — 15 травня 1943), загинув у бою[2];
- генерал-майор Максиміліан Гюнтен (нім. Maximilian Hünten) (15 травня — 3 вересня 1943);
- генерал-лейтенант Пауль Мальманн (нім. Paul Mahlmann) (3 вересня — 20 листопада 1943).